# Codex Laudianus
El Codex Laudianus (Gregory-Aland no. Ea/08) és un manuscrit uncial del segle vi del Nou Testament. Està escrit en grec i llatí, sobre pergamí, amb lletres uncials, i es conserva a la Bodleian Library (Laud. Gr. 35 1397, I,8).
El còdex conté 227 fulles de pergamí (27 x 22 cm) i conté els Fets dels Apòstols. El text està escrit en dues columnes, i 24 línies per columna.